# シマリン
シマリン（cymarinまたはcymarine）は、強心配糖体の一種である。ラフマやアメリカアサに含まれる。原料植物をアメリカ州の先住民族は繊維材料として活用し、中国ではハーブティに利用する。

## 毒性
ジギタリス配糖体に類似した作用を持つ。ヒトに対しては心毒素として作用し、不整脈の原因となることがある。
フクジュソウの根にも含まれ、半数致死量（LD50、ネコ静脈注射）は0.095 mg/kgと高い毒性を示す。心臓病予防の民間療法として服用し、死亡した例がある。

## 分解
98.7 mg/L（25 °C）の濃度で水に溶解し、加水分解によりストロファンチジンとD-シマロースに分解する。フクジュソウを調理した場合の残留率は、油炒めで37%、おひたしで8%であった。